# Johann Gustav von Güldenstubbe

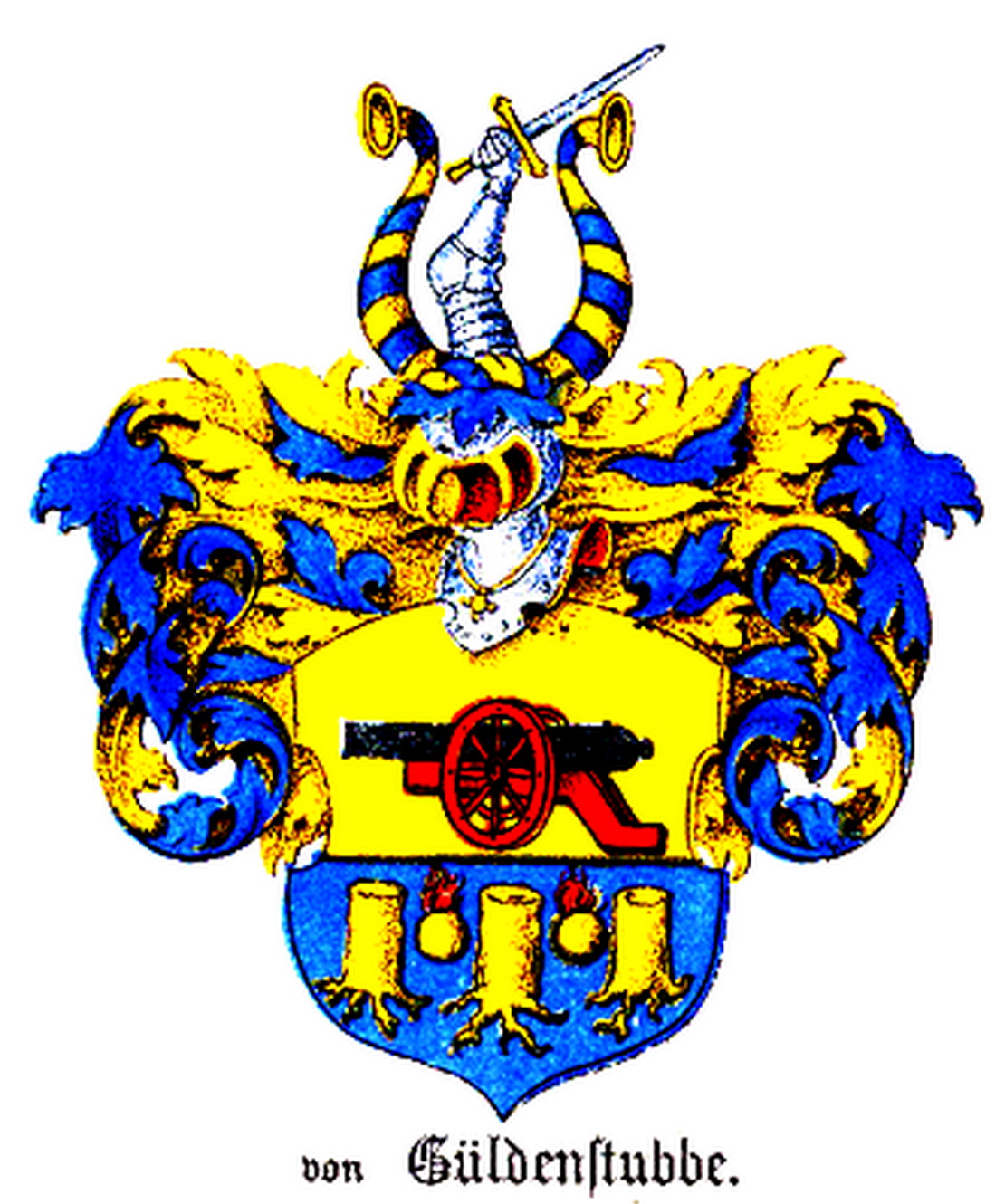
Familienwappen der von Güldenstubbe (1882)

Johann Gustav von Güldenstubbe (* 24. Juni 1731 auf Ösel, Livland; † 18. Februar 1780) war ein baltischer Landespolitiker und Landmarschall von Ösel.

## Werdegang
Johann Gustav studierte 1748 an der Universität Halle Jura und kehrte nach seinem Diplom auf die Insel Ösel zurück, in Arensburg übernahm er die Stellung als Gerichtsassessor. 1756 wurde in der öselschen Hauptstadt Arensburg ein Landtag mit den Repräsentanten der öselschen Ritterschaft und den Landräten abgehalten. Dieser beschäftigte sich hauptsächlich mit Tilgungen alter Schulden und mit neuen Bewilligungen. Als Nachfolger des scheidenden Ritterschaftssekretärs wurde Johann Gustav von Güldenstubbe gewählt, er führte sodann die Geschäfte der öselschen Ritterschaft. Am 30. Januar 1765 wurde abermals ein Landtag eröffnet, auf ihm wurden der Landmarschall Hermann Gustav von Weymarn und Oberst von Poll zu Landräten berufen und der Assessor Güldenstubbe zum Landmarschall gewählt, welches er bis 1772 ausübte. Im Februar 1773 war abermals Landtag, ein Cousin von Johann Gustav dem Jüngeren, der Landrat Carl Gustav von Güldenstubbe (1739–1814), wurde nach den neuen Wahlordnungen zum Adelsmarschall gewählt. 1777 wurde der jetzige Landrat Johann Gustav von Güldenstubbe zum Oberkirchenvorsteher der Kirchenprovinz Ösel gewählt.

## Familie und Nachkommen
Die baltisch-schwedische Adelsfamilie Güldenstubbe war im 18. und 19. Jahrhundert eine bedeutende Familie auf der Insel Ösel, die zum heutigen Estland zählt. Sein Vater war der Gerichtsassessor und Erbherr von Carmel, Clausholm und Riddemetz Johann Gustav von Güldenstubbe (der Ältere, 1700–1739), der mit Katharina Margaretha Kynnard († 1776) verheiratet war. Johann Gustav der Jüngere (1734–1779) heiratete Charlotta Louisa von Nolcken (1735–1788), sie hatten keine Nachkommen. Das Adelsgeschlecht der Güldenstubbes setzte sich im Mannesstamm mit seinem älteren Bruder Friedrich Anton von Güldenstubbe (1733–1781) fort.